# Alain Krivine
Alain Krivine (París, 10 de julio de 1941-París, 12 de marzo de 2022) fue un político francés.

## Biografía
Originario de una familia judía de Ucrania emigrada a Francia a finales del siglo XIX tras los pogroms, se casó en 1962 con Michèle Martinet, profesora, hija de Gilles Martinet, periodista y antiguo diputado socialista en el Parlamento Europeo, que fue uno de los fundadores del PSU y embajador en Roma. Es primo del director de orquesta Emmanuel Krivine
Estudió en el liceo Condorcet, y luego en la facultad de letras de París, licenciándose en Historia.
Profesor agregado de historia en el liceo Voltaire, pasó a ser secretario de redacción en la editorial Hachette (1966-1968). Destacada figura del mayo de 1968 en Francia, tras esos días tuvo que incorporarse al servicio militar en Verdún. Regresó a París y se incorporó como periodista al periódico Rouge a partir de 1970.
Junto a Olivier Besancenot y Roseline Vachetta, fue uno de los tres portavoces de la Liga Comunista Revolucionaria (LCR), formación política trotskista. Tuvo un papel importante en la dirección de la Cuarta Internacional (Secretariado Unificado) y, a pesar de haber renunciado al buró político de la LCR en 2006, fue uno de los principales impulsores del Nuevo Partido Anticapitalista, creación de la LCR a principios de 2009.

## Vida política

### Trayectoria
- 1955, se une a las Juventudes Comunistas del Partido Comunista Francés.
- 1958-1965, miembro del Comité Nacional de la Unión de Estudiantes Comunistas de Francia y secretario de la Sorbona.
- 1966, fue excluido del Partido Comunista Francés al negarse a apoyar la candidatura de François Mitterrand, y en general por sus posiciones trotskistas.
- 1965, participó en la creación de la Juventud Comunista Revolucionaria, disuelta por el gobierno en 1968.
- 1969, a la vez que lleva a cabo su servicio militar, fue candidato a las elecciones presidenciales. Participó en la creación de la Liga Comunista, que el gobierno disuelve en 1973.
- 1974, miembro del buró político de la Liga Comunista Revolucionaria, miembro del comité ejecutivo internacional de la IV Internacional. Candidato a las elecciones presidenciales. Con ese motivo fundó el Frente Comunista Revolucionario.
- 1999-2004, eurodiputado, elegido en la lista LO - LCR.
- 2006, dimitió del buró político de la LCR.

### Elecciones presidenciales
- 1969, candidato de la Liga Comunista, obtuvo 239 106 votos (1,06 % de los votos, 7.º y último).
- 1974, candidato del Frente Comunista Revolucionario, obtuvo 93 990 votos (0,37 % de los votos, 9.º de 12 candidatos).
- 1981, candidato de la Liga Comunista Revolucionaria, pero no consiguió obtener las 500 firmas.

## Obras
- 1969, La Farce électorale.
- 1974, Questions sur la révolution.
- 2003, Sur le pont. Souvenirs d'un ouvrier trotskiste breton.
- 2006, Ca te passera avec l'âge-